# بارن هیل (پنسیلوانیا)
بارن هیل (به انگلیسی: Barren Hill) یک منطقهٔ مسکونی در ایالات متحده آمریکا است که در پنسیلوانیا واقع شده‌است. بارن هیل ۵۷٫۹۱ متر بالاتر از سطح دریا واقع شده‌است.